# 杭州市博物馆列表
杭州博物馆列表列举位于杭州市的各类博物馆。

## 列表
| 博物馆名称                                                                         | 博物馆性质         | 题材类型 | 质量等级 | 开放时间 | 免费开放 | 馆舍地址                                                  | 联系电话                    |
| ---------------------------------------------------------------------------------- | ------------------ | -------- | -------- | --- | -------- | --------------------------------------------------------- | --------------------------- |
| 浙江辛亥革命纪念馆（林风眠旧居、盖叫天旧居、都锦生旧居）                           | 文物系统国有博物馆 | 革命纪念 | 未定级   | 8:30—16:30 周一闭馆                                                                                                   | 是       | 龙井路南天竺                                              | 0571-87963508               |
| 杭州万事利丝绸文化博物馆                                                           | 非国有博物馆       | 历史文化 | 未定级   | 8:30—17:00 春节闭馆                                                                                                   | 是       | 杭州市上城区天城路68号万事利科技大厦B座3楼                | 0571-85143003               |
| 杭州西湖本山龙井茶叶博物馆                                                         | 非国有博物馆       | 自然科技 | 未定级   | 全年开放 | 是       | 杭州市云栖路7号                                           | 0571-87311789               |
| 建德市博物馆                                                                       | 文物系统国有博物馆 | 综合地志 | 未定级   | 9:00-16:30 周一闭馆                                                                                                   | 是       | 浙江省建德市桥东江滨景观公园                              | 0571-58301800               |
| 杭州西湖博物馆总馆（西湖学研究院、杭州西湖风景名胜区网宣中心）                     | 文物系统国有博物馆 | 综合地志 | 一级     | 8:30-17:00 周一闭馆                                                                                                   | 是       | 浙江省杭州市上城区南山路89号                              | 0571-87882333               |
| 马一浮纪念馆                                                                       | 文物系统国有博物馆 | 历史文化 | 未定级   | 8:30-16:30 周一闭馆                                                                                                   | 是       | 杭州市西湖区花港公园蒋庄内                                | 0571-87997802               |
| 浙江中医药大学浙江中医药博物馆                                                     | 其他行业国有博物馆 | 其他     | 二级     | 9:00-16:30 周一、春节闭馆                                                                                             | 是       | 浙江省杭州市滨江区滨文路548号                             | 0571-86633012               |
| 杭州大光明眼镜博物馆                                                               | 非国有博物馆       | 历史文化 | 未定级   | 9:00-17:30 | 是       | 杭州市上城区延安路238号大光明眼镜五楼                     | 0571-87071888               |
| 杭州市文史研究馆                                                                   | 其他行业国有博物馆 | 历史文化 | 未定级   | 9:30-11:30；13:30-16:30 周一、节假日闭馆                                                                              | 是       | 浙江省杭州市拱墅区岳官巷4号                               | 0571-87708085               |
| 浙江省博物馆（浙江革命历史纪念馆）                                                 | 文物系统国有博物馆 | 历史文化 | 一级     | 9:00-17:00（16:30停止入场） 周一闭馆（法定节假日除外），法定节假日遇到周一顺移至节后第一天闭馆                        | 是       | 浙江省杭州市西湖区孤山路25号                              | 0571-86013085               |
| 临安区博物馆                                                                       | 文物系统国有博物馆 | 历史文化 | 未定级   | 9:00-17:00（5月1日至9月30日） 9:00-16:30（10月1日至4月30日） 周一闭馆                                                 | 是       | 浙江省杭州市临安区天目路800号                             | 0571-58618805               |
| 马寅初纪念馆                                                                       | 非国有博物馆       | 其他     | 未定级   | 9:00-16:30（周一、节假日闭馆）                                                                                        | 是       | 浙江省杭州市庆春路210号                                   | 0571-87066658               |
| 杭州市临安区鸡血石博物馆                                                           | 其他行业国有博物馆 | 其他     | 未定级   | 9:00-17:00（5月1日至9月30日，16:00停止入馆） 9:30-16:30（10月1日至4月30日，16:00停止入馆） 周一闭馆（法定节假日除外） | 是       | 杭州市临安区天目路800号                                   | 0571-58618300               |
| 盖叫天故居                                                                         | 文物系统国有博物馆 | 历史文化 | 未定级   | 8:30-17:00 | 是       | 浙江省杭州市金沙港26号                                    | 0571-87961727               |
| 杭州工艺美术博物馆（杭州中国刀剪剑博物馆、杭州中国扇业博物馆、杭州中国伞业博物馆） | 文物系统国有博物馆 | 艺术     | 一级     | 9:00-16:30 周一闭馆（法定节假日除外）                                                                                 | 是       | 浙江省杭州市拱墅区小河路450号                             | 0571-88197511 0571-88197508 |
| 中国印学博物馆                                                                     | 其他行业国有博物馆 | 艺术     | 未定级   | 8:30-16:30 周一闭馆                                                                                                   | 是       | 浙江省杭州市西湖区孤山后山路10号                          | 0571-87977149               |
| 龚自珍纪念馆                                                                       | 文物系统国有博物馆 | 其他     | 未定级   | 8:30-17:00 周一闭馆（法定节假日除外）                                                                                 | 是       | 杭州市上城区马坡巷16号                                    | 0571-86912911               |
| 桐庐县博物馆                                                                       | 文物系统国有博物馆 | 综合地志 | 三级     | 9:00-11:00（5月1日至9月30日） 9:30-16:30（10月1日至4月30日） 周一闭馆（法定节假日除外）                               | 是       | 桐庐县城南街道学圣路646号                                 | 0571-58507891               |
| 张小泉博物馆                                                                       | 非国有博物馆       | 其他     | 未定级   | 8:30-16:30 法定节假日闭馆                                                                                             | 是       | 浙江省杭州市富阳区东洲街道五星路8号（张小泉股份有限公司） | 88902531                    |
| 杭州华夏紫砂博物馆                                                                 | 非国有博物馆       | 艺术     | 未定级   | 9:00-17:00 | 是       | 杭州市上城区58号西湖国贸中心62室                          | 0571-87558406               |
| 叶浅予艺术馆                                                                       | 文物系统国有博物馆 | 艺术     | 未定级   | 8:30-12:00；13:30-17:00 周一闭馆（法定节假日除外）                                                                    | 是       | 桐庐县城白云源路1388号                                    | 0571-58507875               |
| 杭州江南明清古建筑博物馆                                                           | 非国有博物馆       | 艺术     | 未定级   | 周末闭馆 | 是       | 杭州西湖（西溪）风景名胜区西溪西区                        | 13805735580                 |
| 杭州胡庆余堂中药博物馆                                                             | 非国有博物馆       | 自然科技 | 二级     | 8:30-17:00 | 否       | 杭州市上城区大井巷95号                                    | 0571-87839108               |
| 浙商博物馆                                                                         | 其他行业国有博物馆 | 历史文化 | 未定级   | 9:00-17:00 法定节假日闭馆                                                                                             | 是       | 浙江省杭州市教工路149号                                   | 0571-81023538               |
| 浙江大学艺术与考古博物馆                                                           | 其他行业国有博物馆 | 历史文化 | 一级     | 9:00-17:00（16:30停止入场） 周一闭馆                                                                                  | 是       | 浙江大学紫金港校区西区                                    | 0571-87072306               |
| 杭州孔庙                                                                           | 文物系统国有博物馆 | 历史文化 | 未定级   | 9:00-16:00 周一闭馆（法定节假日除外）                                                                                 | 是       | 浙江省杭州市上城区府学巷8号                               | 0571-87062125               |
| 杭州市临平区颉德文化博物馆                                                         | 非国有博物馆       | 历史文化 | 未定级   | 9:00-18:00 | 否       | 杭州市临平区南苑街道人民大道652号                         | 19941296109                 |
| 浙江观吟艺术博物馆                                                                 | 非国有博物馆       | 艺术     | 未定级   | 10:00-12:00；14:00-16:00 周一闭馆                                                                                     | 是       | 杭州市丽水路126号                                         | 13957157325                 |
| 浙江旅游博物馆                                                                     | 文物系统国有博物馆 | 其他     | 未定级   | 8:30-16:30 法定节假日闭馆                                                                                             | 是       | 浙江省杭州市萧山区耕文路399号                             | 0571-83899731               |
| 杭州海塘遗址博物馆                                                                 | 文物系统国有博物馆 | 考古遗址 | 未定级   | 9:00-16:30 周一闭馆                                                                                                   | 是       | 杭州市九堡街道九睦路109号                                 | 0571-86912900               |
| 韩美林艺术馆                                                                       | 文物系统国有博物馆 | 艺术     | 未定级   | 9:00-17:00（夏令时） 9:00-16:30（冬令时） 周一闭馆                                                                    | 是       | 浙江省杭州市西湖区桃源岭3号                               | 0571-87972023               |
| 中国茶叶博物馆                                                                     | 文物系统国有博物馆 | 历史文化 | 一级     | 9:00-16:30 周一闭馆（法定节假日除外）                                                                                 | 是       | 杭州市西湖区龙井路88号                                    | 0571-87964221               |
| 良渚博物院                                                                         | 文物系统国有博物馆 | 考古遗址 | 一级     | 周一闭馆（法定节假日除外）                                                                                            | 是       | 杭州市余杭区美丽洲路1号                                   | 0571-88773875               |
| 杭州高氏照相机博物馆                                                               | 非国有博物馆       | 其他     | 未定级   | 周一至周五（双休日陈列部也接待）                                                                                      | 是       | 杭州拱墅区上塘街道陆家坞小区                              | 0571-88380695 13003662633   |
| 杭州市临平博物馆                                                                   | 文物系统国有博物馆 | 历史文化 | 一级     | 8:45-17:00（5月4日至10月7日） 9:00-16:30（10月8日至5月3日） 周一闭馆                                                  | 是       | 浙江省杭州市临平区南苑街道南大街95号                      | 0571-89167220               |
| 杭州土火斋古陶瓷博物馆                                                             | 非国有博物馆       | 其他     | 未定级   | 9:00-16:00 周一闭馆，春节闭馆三天                                                                                     | 是       | 浙江省杭州市江干区杭海路1191号                            | 0571-86580942               |
| 浙江朱炳仁铜雕艺术博物馆                                                           | 非国有博物馆       | 艺术     | 未定级   | 9:00-21:00 | 是       | 杭州市河坊街221号                                         | 0571-87918221               |
| 淳安县千岛湖自然博物馆                                                             | 非国有博物馆       | 自然科技 | 未定级   | 8:30-16:30 | 是       | 淳安县千岛湖镇原航运公司船厂旧址                          | 13913155555                 |
| 杭州余杭禹昊博物馆                                                                 | 非国有博物馆       | 历史文化 | 未定级   | 9:30-15:00 | 是       | 塘栖镇塘栖路142号                                         | 13968095999                 |
| 杭州西湖龙井茶博物馆                                                               | 非国有博物馆       | 历史文化 | 未定级   | 8:00-17:30（3月至4月） 8:30-16:30（5月至2月） 周一、春节闭馆                                                          | 是       | 登记地址为龙井160号；主要展陈地址为龙坞茶镇九街33幢       | 13065719926                 |
| 杭州京杭大运河博物馆                                                               | 文物系统国有博物馆 | 历史文化 | 未定级   | 9:00-16:30（16:00停止入场） 周一闭馆                                                                                  | 是       | 杭州市拱墅区运河文化广场1号                               | 0571-88162018               |
| 杭州南宋钱币博物馆                                                                 | 非国有博物馆       | 历史文化 | 未定级   | 8:30-16:00 | 是       | 杭州市上城区酱园弄12号                                    | 0571-88319943               |
| 杭州市萧山区开运通宝民俗博物馆                                                     | 非国有博物馆       | 历史文化 | 未定级   | 每周五天，上午9:30-11:30，下午：14:00-18:00                                                                           | 是       | 杭州市萧山区蜀山街道山水苑34-27,34-29号                   | 13805750292                 |
| 淳安县中国工农红军北上抗日先遣队纪念馆                                             | 其他行业国有博物馆 | 革命纪念 | 未定级   | 9:00-16:00 周一闭馆（法定节假日另行通知）                                                                             | 是       | 浙江省杭州市淳安县中洲镇茶山村1-1号                       | 057164851299                |
| 杭州西湖丝绸文化博物馆                                                             | 非国有博物馆       | 艺术     | 未定级   | 8:00-16:00 | 是       | 杭州市梅岭南路梵村感应桥1号                               | 0571-86650378               |
| “五四宪法”历史资料陈列馆                                                           | 其他行业国有博物馆 | 革命纪念 | 未定级   | 9:00-16:30 周一闭馆（法定节假日除外）                                                                                 | 是       | 杭州市西湖区北山街84号大院30号楼及栖霞路54-58号           | 0571-87996299               |
| 浙江安贤生命博物馆                                                                 | 非国有博物馆       | 其他     | 未定级   | 9:00-11:00; 12:30-15:30 周末、法定节假日闭馆                                                                          | 是       | 杭州市半山临半路181号                                     | 18626879705                 |
| 杭州李叔同纪念馆                                                                   | 文物系统国有博物馆 | 历史文化 | 未定级   | 7:00-17:30 | 否       | 杭州市西湖区虎跑路39号虎跑公园内                          | 0571-86088023               |
| 杭州市萧山跨湖桥遗址博物馆                                                         | 其他行业国有博物馆 | 考古遗址 | 一级     | 9:00-16:30 周一闭馆（法定节假日除外）                                                                                 | 是       | 杭州市萧山区湘湖路978号                                   | 0571-83869286               |
| 杭州江南锡器博物馆                                                                 | 非国有博物馆       | 历史文化 | 未定级   | 9:30-16:30 周日、法定节假日闭馆                                                                                       | 是       | 杭州市江干区笕桥街道机场路25号6幢2楼                      | 0571-88160109               |
| 淳安县博物馆                                                                       | 文物系统国有博物馆 | 历史文化 | 未定级   | 9:00-16:30 周一闭馆（法定节假日除外）                                                                                 | 是       | 淳安县千岛湖镇珍珠半岛珍珠一路113号                       | 0571-65032202               |
| 潘天寿纪念馆                                                                       | 文物系统国有博物馆 | 艺术     | 未定级   | 9:00-16:30（周二至周四、周末） 9.00-11:00（周五） 周一闭馆                                                            | 是       | 浙江省杭州市南山路212号                                   | 0571-87912845               |
| 杭州笕桥抗战纪念馆                                                                 | 非国有博物馆       | 革命纪念 | 未定级   | 9:00-16：30 需要电话预约                                                                                              | 是       | 浙江省杭州市笕桥机场路250号                               | 13805720007                 |
| 杭州市萧山区博物馆                                                                 | 文物系统国有博物馆 | 历史文化 | 二级     | 周一闭馆 | 是       | 杭州市萧山区城厢街道北干山南路651号                       | 0571-83869211               |
| 杭州西湖博览会博物馆                                                               | 其他行业国有博物馆 | 历史文化 | 未定级   | 9:00-17:00 周一闭馆（法定节假日除外）                                                                                 | 是       | 杭州市西湖区北山路41-42号                                 | 0571-87992005               |
| 中国财税博物馆                                                                     | 其他行业国有博物馆 | 历史文化 | 未定级   | 展厅每天9:00-16:00，全年开放308天                                                                                     | 是       | 浙江省杭州市上城区吴山广场28号中国财税博物馆              | 0571-87831578               |
| 杭州博物馆（杭州博物院（筹））                                                     | 文物系统国有博物馆 | 历史文化 | 一级     | 周一闭馆（法定节假日除外）                                                                                            | 是       | 浙江杭州上城区粮道山18号                                  | 0571-87802660 0571-87555637 |
| 中国丝绸博物馆                                                                     | 文物系统国有博物馆 | 其他     | 一级     | 12:00-17:00（周一） 9:00-17:00（其它时间）                                                                            | 是       | 杭州市西湖区玉皇山路73-1号                                | 0571-87037173               |
| 中国湿地博物馆（杭州西溪研究院）                                                   | 其他行业国有博物馆 | 自然科技 | 二级     | 周一闭馆 | 是       | 浙江省杭州市西湖区天目山路402号                           | 0571-88872933               |
| 杭州市萧山区吴越历史文书博物馆                                                     | 非国有博物馆       | 历史文化 | 未定级   | 9:00-16:00 周一闭馆                                                                                                   | 是       | 浙江省杭州市萧山区湘湖路47号                              | 0571-82700315               |
| 杭州市萧山区湘湖吴越古文化博物馆                                                   | 非国有博物馆       | 其他     | 未定级   | 9:00-16:30 周一闭馆                                                                                                   | 是       | 杭州市萧山区北干山南路453号                               | 18906711668                 |
| 杭州世界钱币博物馆                                                                 | 非国有博物馆       | 历史文化 | 未定级   | 除法定节假日外全年开放                                                                                                | 是       | 杭州市江干区西子国际中心1号楼1003-2                       | 0571-89933122               |
| 杭州市余杭章太炎故居纪念馆                                                         | 文物系统国有博物馆 | 革命纪念 | 未定级   | 9:00-16:30 周一闭馆（法定节假日除外）                                                                                 | 是       | 杭州市余杭区仓前街道仓前塘路59号                          | 0571-88611051               |
| 杭州市萧山区梦娜斯文化博物馆                                                       | 非国有博物馆       | 其他     | 未定级   | 全年开放 | 否       | 杭州市萧山区河上镇凤凰坞村梦娜斯庄园                      | 18858169999                 |
| 浙江自然博物院                                                                     | 文物系统国有博物馆 | 自然科技 | 一级     | 9:00-17:00 周一闭馆                                                                                                   | 是       | 杭州西湖文化广场6号                                       | 0571-88840700               |
| 大韩民国临时政府杭州旧址纪念馆                                                     | 其他行业国有博物馆 | 革命纪念 | 未定级   | 9:00-16:30 | 是       | 杭州市上城区长生路53-55号                                 | 0571-87064301               |
| 杭州市富阳区博物馆                                                                 | 文物系统国有博物馆 | 综合地志 | 二级     | 9:00-16:30（16:00停止入场） 周一闭馆（法定节假日除外）                                                                | 是       | 杭州市富阳区江滨西大道159号富春山馆内                     | 0571-63323284               |
| 中国水利博物馆                                                                     | 其他行业国有博物馆 | 历史文化 | 未定级   | 9:00-16:30 周一闭馆                                                                                                   | 是       | 浙江省杭州市萧山区水博大道1号                             | 0571-82863601（公众）       |
| 岳飞纪念馆（俞曲园纪念馆）                                                         | 文物系统国有博物馆 | 历史文化 | 未定级   | 7:30-17:30 | 否       | 浙江省杭州市西湖区北山路80号                              | 0571-87979910               |
| 浙江省现代陶瓷艺术博物馆                                                           | 非国有博物馆       | 艺术     | 二级     | 8:30-17:30 周二闭馆                                                                                                   | 是       | 浙江省杭州市萧山区湘湖旅游度假区眉山路陶瓷艺术岛          | 0571-82270967 0571-82270957 |

## 其他
未列入国家文物局博物馆名单的博物馆。
| 博物馆名称               | 博物馆性质 | 质量等级 | 地址                                                                                | 备注                                               | 主页                                        |
| ------------------------ | ---------- | -------- | ----------------------------------------------------------------------------------- | -------------------------------------------------- | ------------------------------------------- |
| 杭州南宋遗址陈列馆       | 待定       | 待定     | 浙江省杭州市上城区中山南路99号                                                      |                                                    |                                             |
| 杭州都锦生织锦博物馆     | 待定       | 待定     | 杭州市下城区凤起路519号                                                             |                                                    |                                             |
| 浙江吴越古陶瓷博物馆     | 待定       | 待定     | 杭州市吴山广场高银街101号旁                                                         |                                                    |                                             |
| 杭州苏东坡纪念馆         | 待定       | 待定     | 杭州南山路2－1号                                                                    |                                                    |                                             |
| 杭州章太炎纪念馆         | 待定       | 待定     | 杭州南山路2－1号                                                                    |                                                    |                                             |
| 萧山衙前农民运动纪念馆   | 待定       | 待定     | 杭州市萧山区衙前镇凤凰村                                                            |                                                    |                                             |
| 杭州市革命烈士纪念馆     | 待定       | 待定     | 杭州市之江路2号                                                                     |                                                    |                                             |
| 桐庐江南奇石博物馆       | 待定       | 待定     | 桐庐县瑶琳路96号                                                                    |                                                    |                                             |
| 萧山天石微雕艺术馆       | 待定       | 待定     | 杭州市萧山区城乡街道江寺公园中心                                                    |                                                    |                                             |
| 中国共产党杭州历史馆     | 待定       | 待定     | 杭州市西湖景区北山街44-49号（北山馆区） 杭州市上城区小营街道望江路266号（望江馆区） | 又名“杭州市方志馆”，同时承担方志、党史档案相关工作 | http://www.hzdsg.org （页面存档备份，存于） |
| 杭州南宋德寿宫遗址博物馆 | 待定       | 待定     | 杭州市上城区望江路和中河交叉点的西北角                                              |                                                    |                                             |

## 主要展馆

### 综合性
- 浙江省博物馆 （页面存档备份，存于）
  - 孤山馆区（老馆），西湖孤山南麓
  - 之江馆区（新馆），之江文化中心
  - 文澜阁，西湖孤山南麓
  - 西湖美术馆，浙江省博物馆孤山馆区东侧
  - 黄宾虹纪念室，栖霞岭31号
  - 沙孟海旧居，龙游路15号
  - 浙江省文保科研基地，天目山路古荡桥20号
- 西湖博物馆 （页面存档备份，存于），南山路89号
- 浙江自然博物馆 （页面存档备份，存于），西湖文化广场B区
- 浙江省科技馆 （页面存档备份，存于），西湖文化广场A区
- 浙江美术馆 （页面存档备份，存于），南山路138号
- 杭州博物馆 （页面存档备份，存于），粮道山18号

### 专题性
- 中国丝绸博物馆 （页面存档备份，存于），上城区玉皇山路73-1号(近南山路)
- 中国茶叶博物馆，龙井路88号
- 中国印学博物馆，孤山后山路10号
- 杭州工艺美术博物馆 （页面存档备份，存于），拱宸桥桥西历史文化街区
  - 中国刀剪剑博物馆
  - 中国扇博物馆
  - 中国伞博物馆
  - 手工艺活态展示馆
- 杭州南宋官窑博物馆，玉皇山南施家山42号
- 南宋遗址陈列馆，上城区严官巷口
- 杭州城市建设陈列馆，延安路和庆春路口
- 杭州市城市规划展览馆，钱江新城市民中心
- 西湖博览会博物馆，北山路40号
- 杭州都锦生织锦博物馆，凤起路519号
- 胡庆余堂中药博物馆，大井巷95号
- 中国京杭大运河博物馆 （页面存档备份，存于），拱墅区运河广场1号
- 中国体育博物馆杭州分馆，体育场路210号
- 良渚博物院，余杭区良渚街道良博路164号
- 中国江南水乡文化博物馆，临平区临平街道人民广场